# Chrysis succincta
Chrysis succincta  (лат.) — вид ос-блестянок рода Chrysis из подсемейства Chrysidinae.

## Распространение
Западная Палеарктика. Европа, Северная Африка и Дальний Восток России.

## Описание
Клептопаразиты ос.
Посещают цветы Apiaceae, Asteraceae и Euphorbiaceae. Период лёта: июнь — август. В Европе обычно встречаются в следующих биотопах: песчаные участки с редкой растительностью, побережья рек, пустыри и окраины сосновых лесов.
Длина — 4—8 мм. Отличаются ровным без зубцов задним краем третьего тергита и голубым мезоскутеллюмом. Ярко-окрашенные металлически блестящие осы. Грудь и голова сине-зелёные, мезоскутум и брюшко красные. Тело узкое, вытянутое.
- Подвиды
  - Chrysis succincta semistriata Linsenmaier, 1997
  - Chrysis succincta succincta Linnaeus, 1767
  - Chrysis succincta succinctula Dahlbom, 1854